# Indipendenza del Brasile

Independência ou Morte, olio su tela di Pedro Américo, 1888.

L'Indipendenza del Brasile è stato il processo storico di separazione tra Brasile e Portogallo, che si è svolto dal 1821 al 1825, mettendo in violenta contrapposizione le due parti all'interno del Regno Unito di Portogallo, Brasile e Algarves. Le Cortes Gerais e Extraordinárias da Nação Portuguesa, instaurate nel 1820 a seguito della rivoluzione liberale portoghese, avevano assunto decisioni, a partire dal 1821, che miravano a ridurre di nuovo il Brasile alla sua vecchia condizione coloniale.
Prima del processo di indipendenza del Brasile, era avvenuto il trasferimento della corte portoghese in Brasile. Nel 1807 l'esercito francese aveva invaso il Regno del Portogallo, che rifiutava di partecipare al Blocco continentale contro il Regno Unito. Nell'impossibilità di resistere all'attacco, la famiglia reale e il governo portoghese fuggirono in Brasile, che al tempo era la più ricca e sviluppata tra le colonie portoghesi. L'insediamento del Tribunal de Justiça a Rio de Janeiro rappresentò una serie di trasformazioni politiche, economiche e sociali che portarono alla decisione del principe reggente Dom João, il 16 dicembre 1815, di elevare il Brasile alla condizione di regno, unito con la sua ex madrepatria.
Nel 1820 in Portogallo scoppiò la rivoluzione liberale e la famiglia reale fu costretta a ritornare a Lisbona. Prima di lasciare il Brasile, però, Dom João indicò il figlio maggiore, Dom Pedro de Alcântara de Bragança, come principe reggente del Brasile (1821). Sebbene Dom Pedro fosse fedele a suo padre, la volontà delle cortes portoghesi di rimpatriarlo e riportare il Brasile al suo antico status coloniale lo indusse a ribellarsi. Ufficialmente, la data commemorata per l'indipendenza del Brasile è il 7 settembre 1822, giorno in cui avvenne il fatto noto come il Grito do Ipiranga, sulla riva del torrente Ipiranga nell'attuale città di San Paolo. Il 12 ottobre 1822, il principe fu acclamato Dom Pedro I, imperatore del Brasile; incoronazione e consacrazione furono il 1 dicembre 1822, e il Paese iniziò a chiamarsi Impero del Brasile.

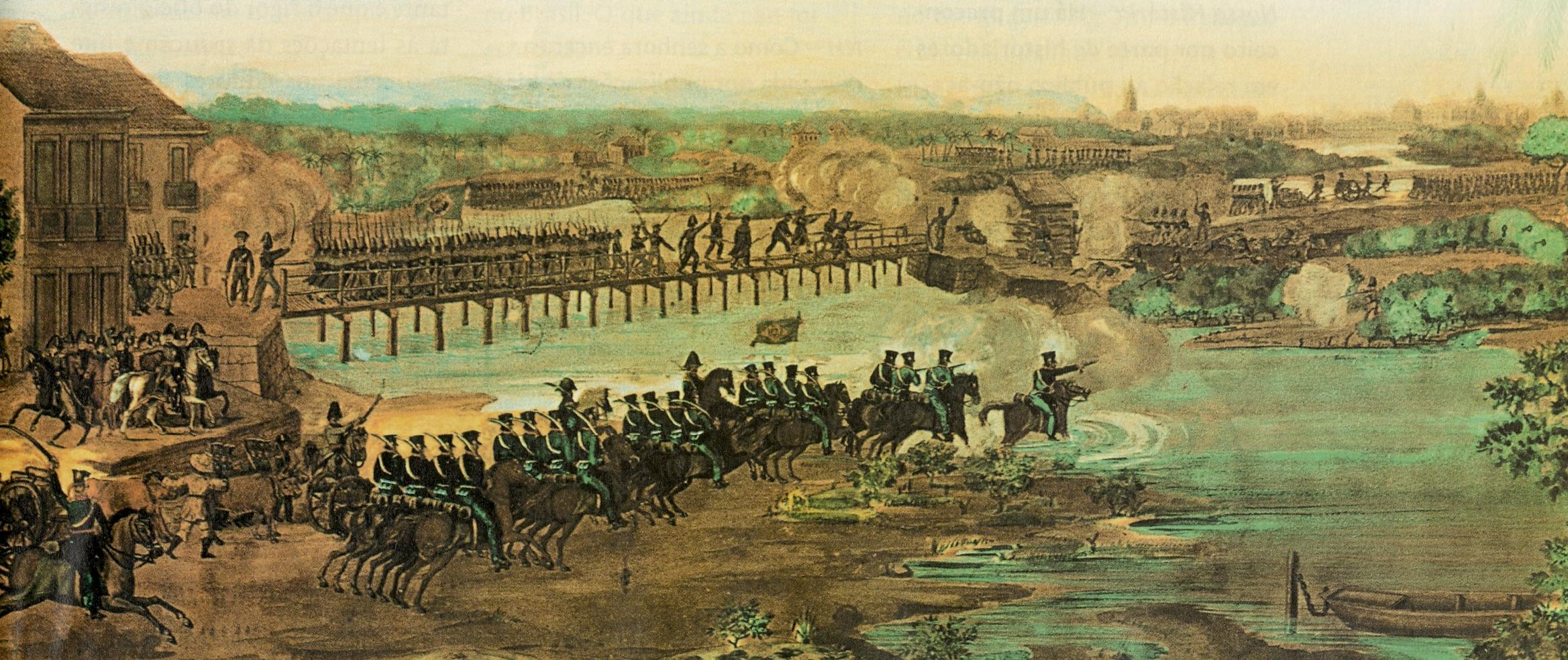
L'esercito dell'impero del Brasile attacca le forze confederate a Recife, nel 1824, nel contesto della Confederazione dell'Equatore, principale reazione contro la politica accentratrice di Dom Pedro I

Durante la guerra d'indipendenza — iniziata con l'espulsione delle forze portoghesi dal Pernambuco — si costituì l'Exército Brasileiro, inizialmente assoldando mercenari, arruolando civili e alcune truppe coloniali portoghesi. Questo esercito si oppose immediatamente alle forze portoghesi, che resistevano in alcune parti della nazione. Nel momento in cui iniziava il conflitto, in Pernambuco si manifestò un movimento rivoluzionario, noto come Confederazione dell'Equatore, che ambiva a formare un proprio governo repubblicano, ma che fu represso con durezza. Dopo tre anni di conflitto armato, il Portogallo alla fine riconobbe l'indipendenza del Brasile e il 29 agosto 1825 fu siglato il Trattato di Rio di Janeiro tra Brasile e Portogallo. In cambio del riconoscimento per la propria sovranità, il Brasile si impegnò a corrispondere al Regno del Portogallo un sostanzioso risarcimento e a concludere un trattato commerciale con il Regno Unito come compenso per la sua mediazione.

## Antecedenti

### Processo di colonizzazione e movimenti di emancipazione

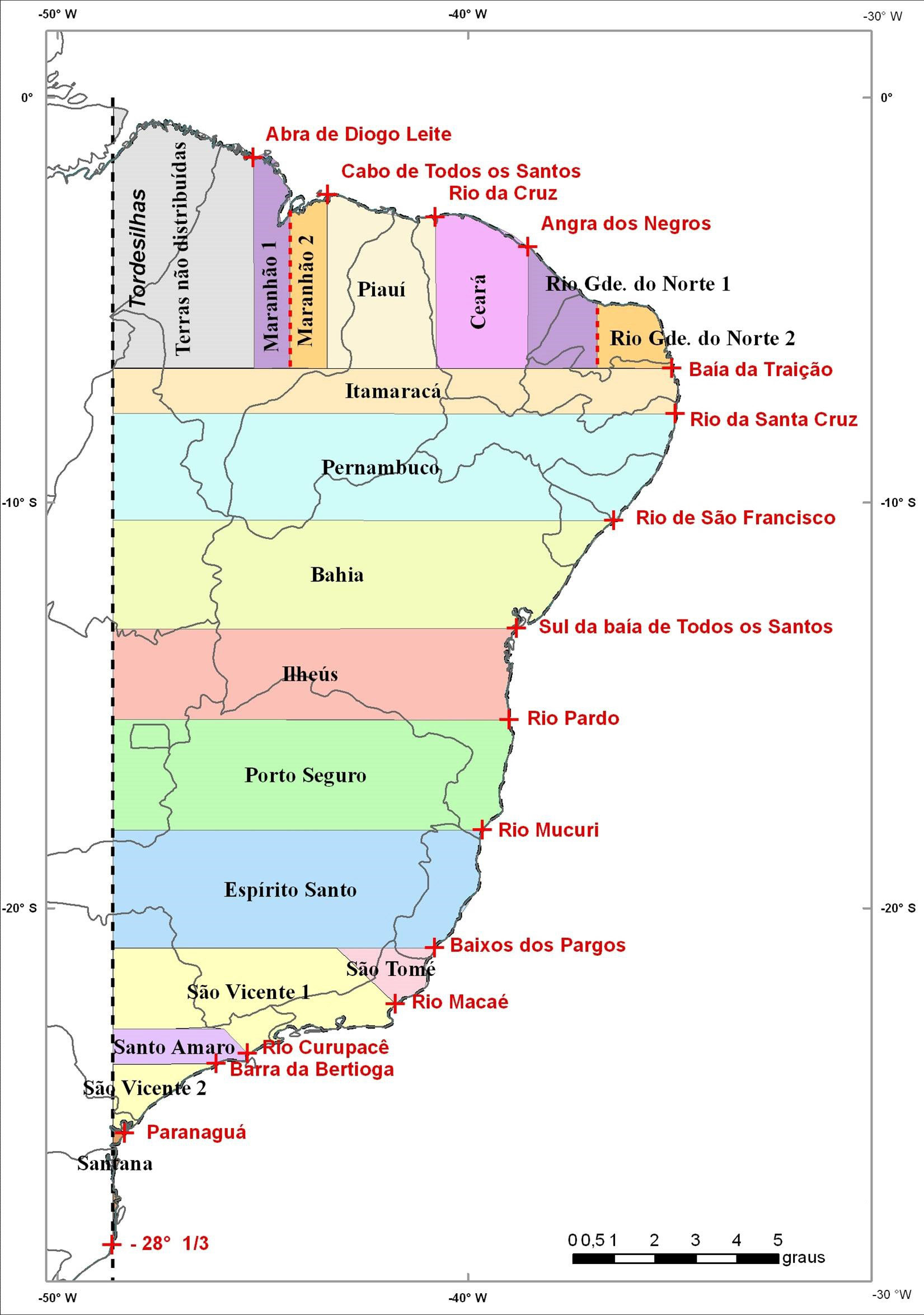
Mappa delle capitanie ereditarie (1534—1536).

La terra che oggi chiamiamo Brasile (nome di etimologia controversa) fu rivendicata dal Portogallo nell'aprile del 1500, quando vi giunse una flotta portoghese comandata da Pedro Álvares Cabral.
La colonizzazione iniziò effettivamente nel 1534, quando D. João III divise il territorio in quattordici capitanie ereditarie, ma questo assetto si rivelò problematico, poiché prosperavano solo le capitanie di Pernambuco e di São Vicente. Poi, nel 1549, il re incaricò un governatore generale di amministrare l'intera colonia. I portoghesi assimilarono alcune tribù native, mentre altre furono ridotte in schiavitù o sterminate da malattie europee contro le quali non avevano difese immunitarie, o in lunghe guerre combattute nei due primi secoli di colonizzazione tra i gruppi indigeni rivali e i loro alleati europei.
A metà del XVI secolo, quando lo zucchero di canna era diventato il prodotto da esportazione più importante dal Brasile, i portoghesi iniziarono ad importare schiavi africani, comprati nei mercati di schiavi dall'Africa occidentale. Così, cominciarono ad essere portati in Brasile, inizialmente per far fronte alla crescente domanda internazionale del prodotto, in quello che fu chiamato il ciclo della canna zucchero.
Gli ideali dell'Illuminismo furono concomitanti alla crisi del ciclo dell'oro e alla decadenza del Nordest brasiliano, costituendo la base dei movimenti indipendentisti della seconda metà del XVIII secolo nell'America portoghese. Tra questo gruppo di contestazioni al dominio portoghese abbiamo la Inconfidência Mineira (1789), la Conjuração Carioca (1794), la Conjuração Baiana (1796) e la Conspiração dos Suassunas (1801).
Anche quando si trattava solo di cospirazione, questi movimenti si differenziavano da quelli nazionalistici per il fatto di reclamare la separazione dal Portogallo. Tuttavia, questi movimenti nazionalistici portarono alle lotte apertamente indipendentiste tra la fine del XVIII secolo e l'inizio del XIX, e alla guerra d'indipendenza vera e propria (1822—1823).

### Trasferimento della corte portoghese
A partire dal 15 luglio 1799, il Principe del Brasile, D. João Maria de Bragança, divenne principe-reggente del Portogallo, dopo che sua madre, la regina D. Maria I, era stata dichiarata inferma di mente dai medici. Gli eventi in Europa, con l'affermarsi di Napoleone Bonaparte, si succedevano ad un ritmo sempre più serrato.
L'idea di trasferire la corte portoghese in Brasile era oggetto di discussione dal 1801. Frattanto, nel governo portoghese si erano formate due fazioni: quella anglofila, che sosteneva una politica di conservazione dell'impero coloniale portoghese e del Regno stesso, attraverso il mare, facendo leva sull'alleanza anglo-portoghese; quella francofila, che riteneva che la neutralità (sull'Europa già spirava il vento delle Guerre napoleoniche) potesse essere conseguita solo attraverso una politica di avvicinamento alla Francia. Entrambe avevano appoggi di ambienti massonici, alcuni di origine britannica, ed altri francese. Si consideri altresì che le idee illuministe francesi circolavano clandestinamente attraverso i libri, sempre più diffusi.

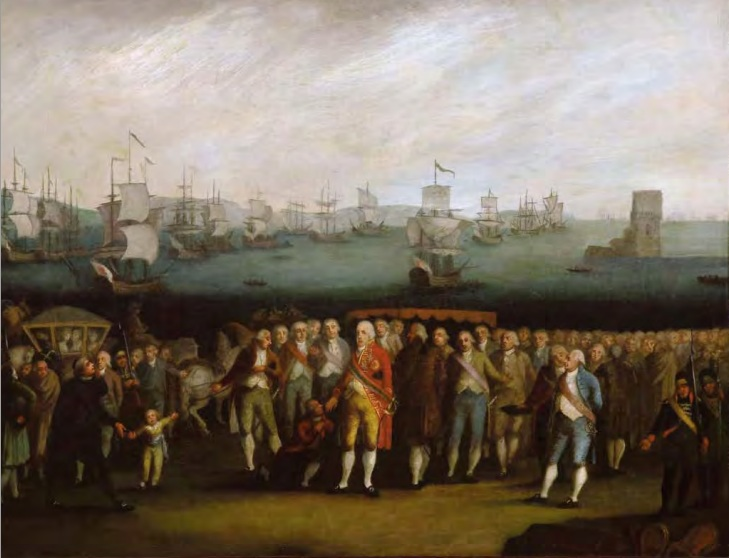
Embarque da Família Real Portuguesa, olio su tela di anonimo pittore portoghese, XIX secolo.

Nel 1806, la decretazione a Berlino del Blocco continentale rese più difficile per il Portogallo mantenere la propria neutralità. L'anno successivo il Trattato di Fontainebleau divise arbitrariamente il Portogallo in tre regni. Dall'ottobre di quell'anno, Jean-Andoche Junot, ex ambasciatore francese a Lisbona, si preparava ad invadere il Portogallo. Fu in questo contesto che D. João concordò segretamente con la Gran Bretagna, e con la sua protezione, il trasferimento del governo a Rio de Janeiro.
Con l'invasione francese del Portogallo in corso, il 29 novembre 1807, iniziò il viaggio della famiglia reale e della corte portoghese. Diciotto navi da guerra portoghesi e tredici britanniche scortarono più di venticinque navi mercantili da Lisbona alle coste del Brasile. A bordo c'erano più di quindicimila portoghesi. Il Regno sarebbe stato governato da un Consiglio di Reggenza che Junot avrebbe presto sciolto.
Con la presenza della famiglia reale portoghese in Brasile dal 1808 in poi, si è registrata quella che alcuni storici brasiliani chiamano una "inversione metropolitana", cioè l'apparato statale portoghese ha cominciato ad operare dal Brasile, che ha così cessato di essere una "colonia" e ha assunto di fatto le funzioni di una "madrepatria" (o metropoli). Per contrastare il trionfo della rivoluzione costituzionalista, il sovrano tornò con la famiglia reale in Portogallo, lasciando come principe reggente in Brasile il suo primogenito, D. Pedro de Alcântara.

### Elevazione a regno

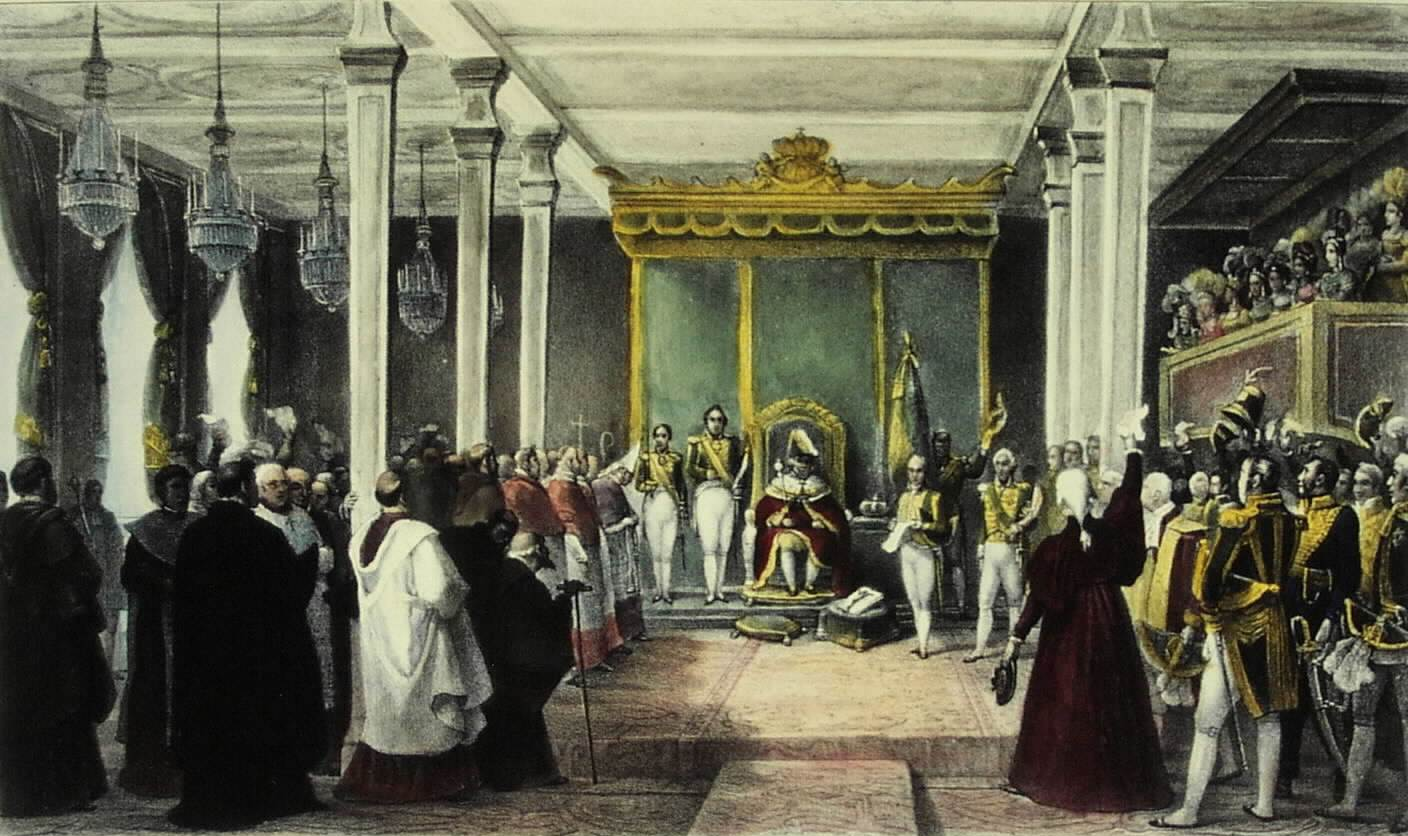
Acclamazione di re Dom João VI del Regno Unito di Portogallo, Brasile e Algarves a Rio de Janeiro.

Con la fine della Guerra Peninsulare nel 1814, le cortes in Europa esigevano che la regina Maria e il principe reggente D. João facessero ritorno in Portogallo, giacché consideravano inappropriato che i rappresentanti di un'antica monarchia europea risiedessero in una colonia. Nel 1815, per giustificare la sua permanenza nel Brasile, dove la corte aveva prosperato negli ultimi sei anni, si costituì il Regno Unito di Portogallo, Brasile e Algarves con elevazione dello Stato del Brasile alla condizione di regno, dando così vita ad uno Stato monarchico, transatlantico e pluricontinentale.
Questo però non fu sufficiente a calmare la richiesta portoghese di far rientrare la corte a Lisbona, come la rivoluzione liberale di Porto avrebbe ancora reclamato nel 1820, né il desiderio di indipendenza e di istituzione di una repubblica, come dimostrò la Rivoluzione Pernambucana del 1817.
Nel 1821, ottemperando alla domanda dei rivoluzionari che avevano preso la città di Porto, D. João VI dopo una breve resistenza partì per Lisbona (dove sarà costretto a giurare fedeltà alla nuova costituzione) lasciando come reggente del Regno del Brasile il figlio, principe Pedro de Alcântara.

## Indipendenza

### Corti portoghesi

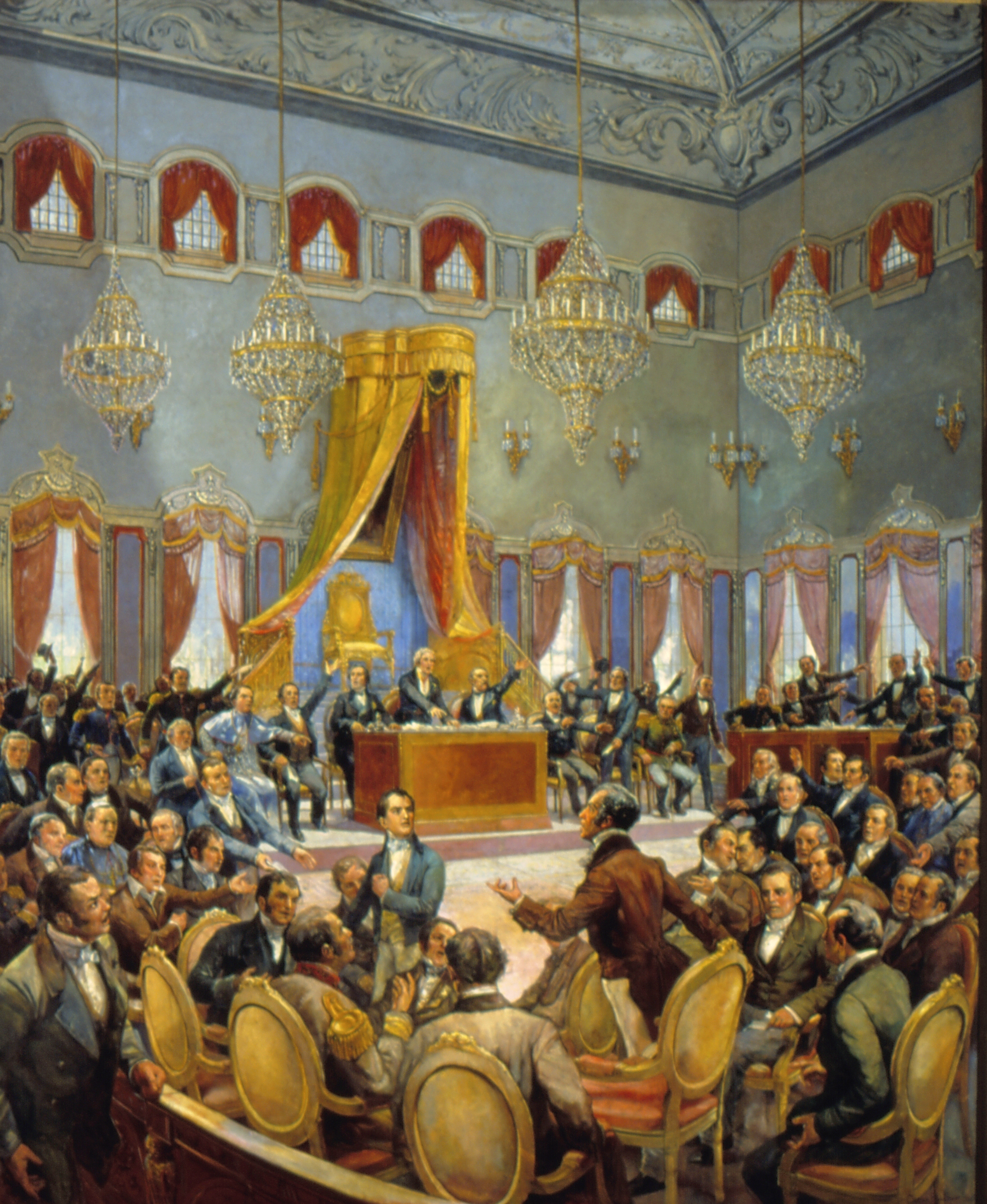
Corti portoghesi nel 1822

Nel 1820, in Portogallo scoppiò la Rivoluzione liberale di Porto. Il movimento iniziato dai liberali costituzionalisti determinò la convocazione delle Cortes Gerais e Extraordinárias da Nação Portuguesa (letteralmente, Tribunali Generali e Straordinari della Nazione Portoghese, di fatto un'assemblea costituente) finalizzate a creare la prima costituzione del regno. Le cortes chiedevano altresì il ritorno del re Dom João VI, che dal 1808 viveva in Brasile, e nel 1815 aveva promosso il Brasile alla categoria di regno, come dimostrato dalla denominazione Reino Unido de Portugal, Brasil e Algarves. Il figlio del re, principe ereditario Dom Pedro, giunse a governare il Brasile, come reggente di suo padre, il 7 marzo 1821. Il 26 aprile il re partì per l'Europa, mentre Dom Pedro rimaneva in Brasile alla guida del governo, affiancandone i ministri.
Gli ufficiali dell'esercito di stanza in Brasile appoggiavano totalmente il movimento costituzionalista in Portogallo. Il principale capo degli ufficiali portoghesi, generale Jorge Avilez, obbligò il principe a licenziare e bandire dal Paese i ministri del Regno e delle Finanze. Entrambi erano fedeli alleati di Pedro, che divenne una pedina nelle mani dei militari. L'umiliazione subita dal principe, che giurò di non cedere mai più alle pressioni dei militari, avrebbe avuto un'influenza decisiva sulla abdicazione dieci anni dopo. Nel frattempo, le Cortes approvarono un decreto che ponevano i governi delle province del Brasile alle dirette dipendenze del governo del Portogallo. Il principe Pedro divenne, a tutti gli effetti, solo il Governador das Armas (comandante militare territoriale) della provincia di Rio de Janeiro, e perciò era una sorta di comandante militare dell'esercito portoghese, non aveva una carica politica. Altri decreti emanati successivamente esigevano il suo ritorno in Europa ed inoltre abolivano i tribunali giudiziali creati da João VI nel 1808.
L'insoddisfazione per le decisioni delle Cortes si diffuse nella maggioranza dei residenti in Brasile (tanto di origine brasiliana quanto di origine portoghese), al punto che presto divenne di pubblico dominio. Comparvero due gruppi che si opponevano alle azioni delle Cortes volte a minare gradualmente la sovranità brasiliana: i Liberali, guidati da Joaquim Gonçalves Ledo (sostenuto dai massoni), e i Bonificianos, capitanati da José Bonifácio de Andrada. Ciascuna fazione aveva obiettivi per il Brasile completamente diversi, e in comune solo il desiderio di mantenere il Paese unito al Portogallo come monarchia sovrana.

### Convenzione di Beberibe

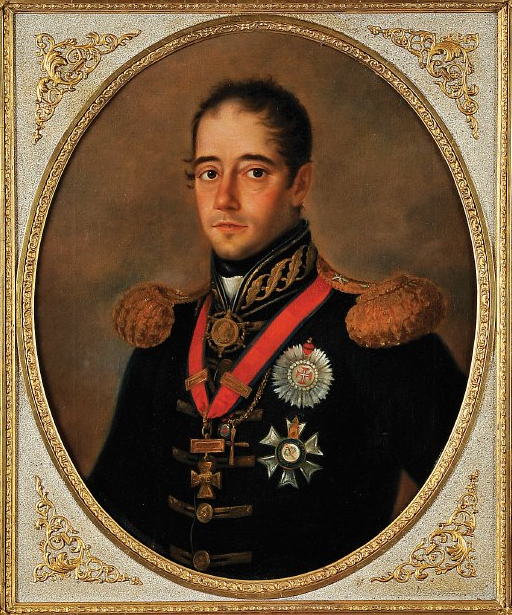
Luís do Rego Barreto, l'oppressore della Rivoluzione Pernambucana.

Pernambuco fu la prima provincia brasiliana a separarsi dal Regno del Portogallo. Il 29 agosto 1821 nacque un movimento armato contro il capitano generale Luís do Rego Barreto — l'oppressore della Rivoluzione Pernambucana —, che sfociò nella formazione della giunta di Goiana, rivelatasi vittoriosa con la resa senza condizioni delle truppe portoghesi firmata il 5 ottobre dello stesso anno, in occasione della Convenzione di Beberibe, che sancì l'espulsione delle armate portoghesi dal territorio pernambucano.
Il movimento costituzionalista del 1821 è considerato il primo episodio dell'indipendenza del Brasile.

### Dia do Fico

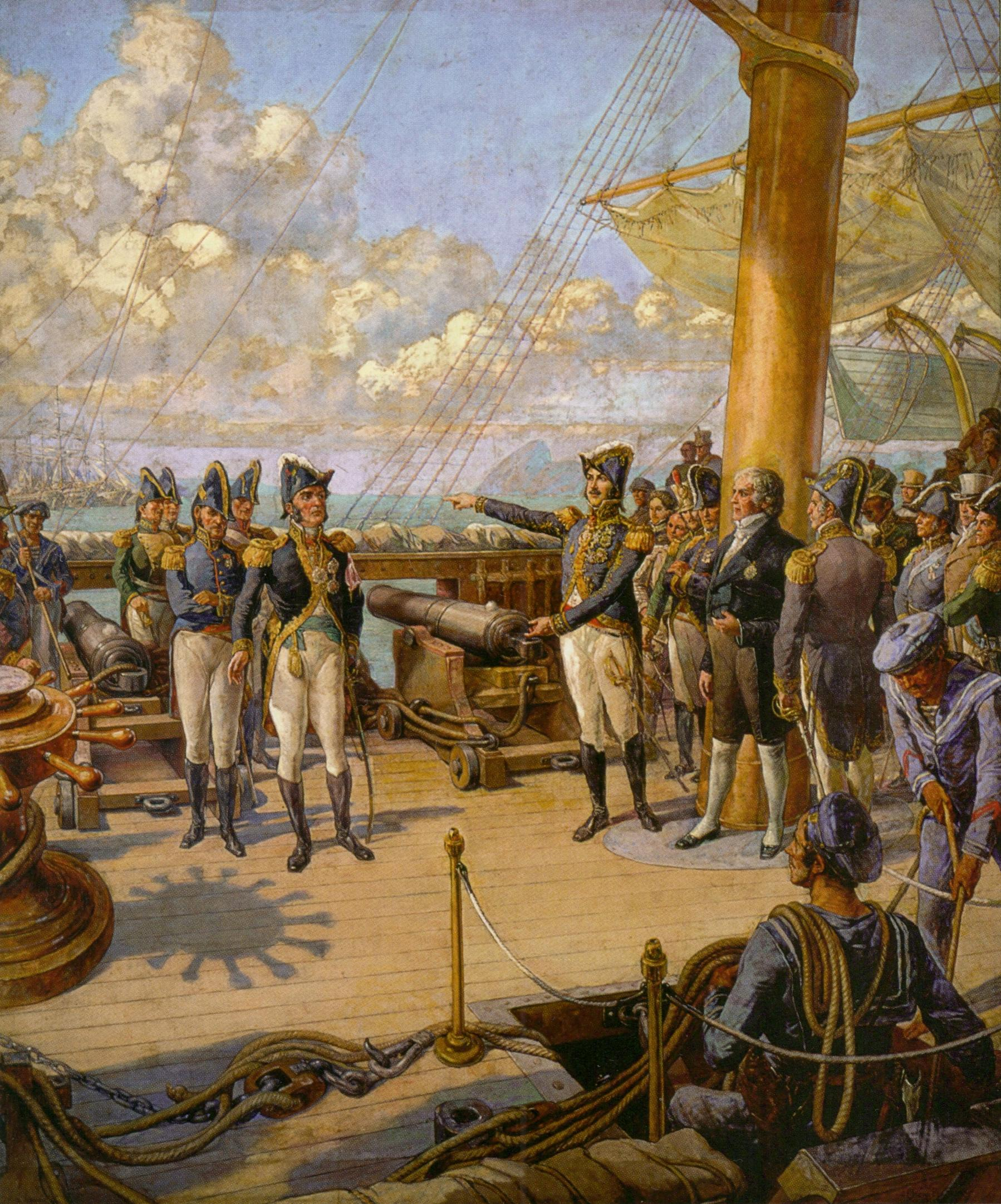
Il principe Pedro ordina all'ufficiale portoghese Jorge Avilez di ritornare in Portogallo dopo la sua fallimentare ribellione. A fianco del principe si distingue José Bonifácio.

A Lisbona, i membri delle Cortes portoghesi non mostravano rispetto per il principe in Brasile e lo deridevano apertamente. Pertanto, la fedeltà cui Pedro sarebbe stato tenuto verso le Cortes si volse gradualmente alla causa brasiliana. La sua consorte, principessa Maria Leopoldina d'Asburgo-Lorena parteggiava per la fazione brasiliana e incoraggiava il marito a rimanere nel Paese, mentre i liberali e i bonifacianos si dichiaravano pubblicamente. La risposta di Pedro venne il 9 gennaio 1822, quando, stando ai giornali, dichiarò: "Per il bene di tutti e per la felicità generale della nazione, sono pronto: dite al popolo che resterò".
Dopo la decisione di Pedro di disattendere le Cortes, circa duemila uomini capeggiati da Jorge Avilez si mobilitarono, concentrandosi nei pressi del Morro do Castelo (Rio de Janeiro), che fu circondato da diecimila brasiliani armati, guidati dalla Guarda Real de Polícia. Dom Pedro, subito dopo, "congedò" il comandante generale portoghese e gli ordinò di ritirarsi con i suoi soldati sull'altro lato della baia di Guanabara, a Niterói, dove avrebbero atteso mezzi navali per il rientro in Portogallo.
José Bonifácio fu nominato ministro del Regno e degli Esteri il 18 gennaio 1822. Bonifacio instaurò presto un rapporto paterno con Pedro, che prese a considerare l'esperto statista come il suo maggior alleato. Joaquim Gonçalves Ledo e i liberali tentarono di ridurre la stretta relazione tra Bonifácio e Pedro offrendo al principe il titolo di Defensor Perpétuo do Brasil. Per i liberali, era necessaria la convocazione di un'assemblea costituente per il Brasile, mentre i bonifacianos preferivano che fosse lo stesso Pedro a concedere la costituzione per scongiurare una possibile anarchia simile a quella verificatasi nei primi anni della Rivoluzione francese. Il principe assecondò i desideri dei liberali e firmò un decreto il 3 giugno 1822, indicendo l'elezione dei deputati che si sarebbero riuniti nella costituente e assemblea generale legislativa del Brasile.

### Grito do Ipirangae acclamazione
Pedro partì per la Provincia di São Paulo per assicurare la lealtà della gente del posto alla causa brasiliana. Ne raggiunse la capitale il 25 agosto e vi rimase fino al 5 settembre.
Leopoldina, sua moglie, assunse la reggenza durante il viaggio. Di fronte alle richieste del Portogallo per far rientrare entrambi a Lisbona, lei convocò una sessione straordinaria del Consiglio di Stato il 2 settembre 1822 e, assieme ai ministri, decise la separazione definitiva del Brasile dal Portogallo, firmando la dichiarazione di indipendenza. In seguito, inviò il messaggero Paulo Bregaro per consegnare a Pedro una lettera che lo informava di quanto accaduto.

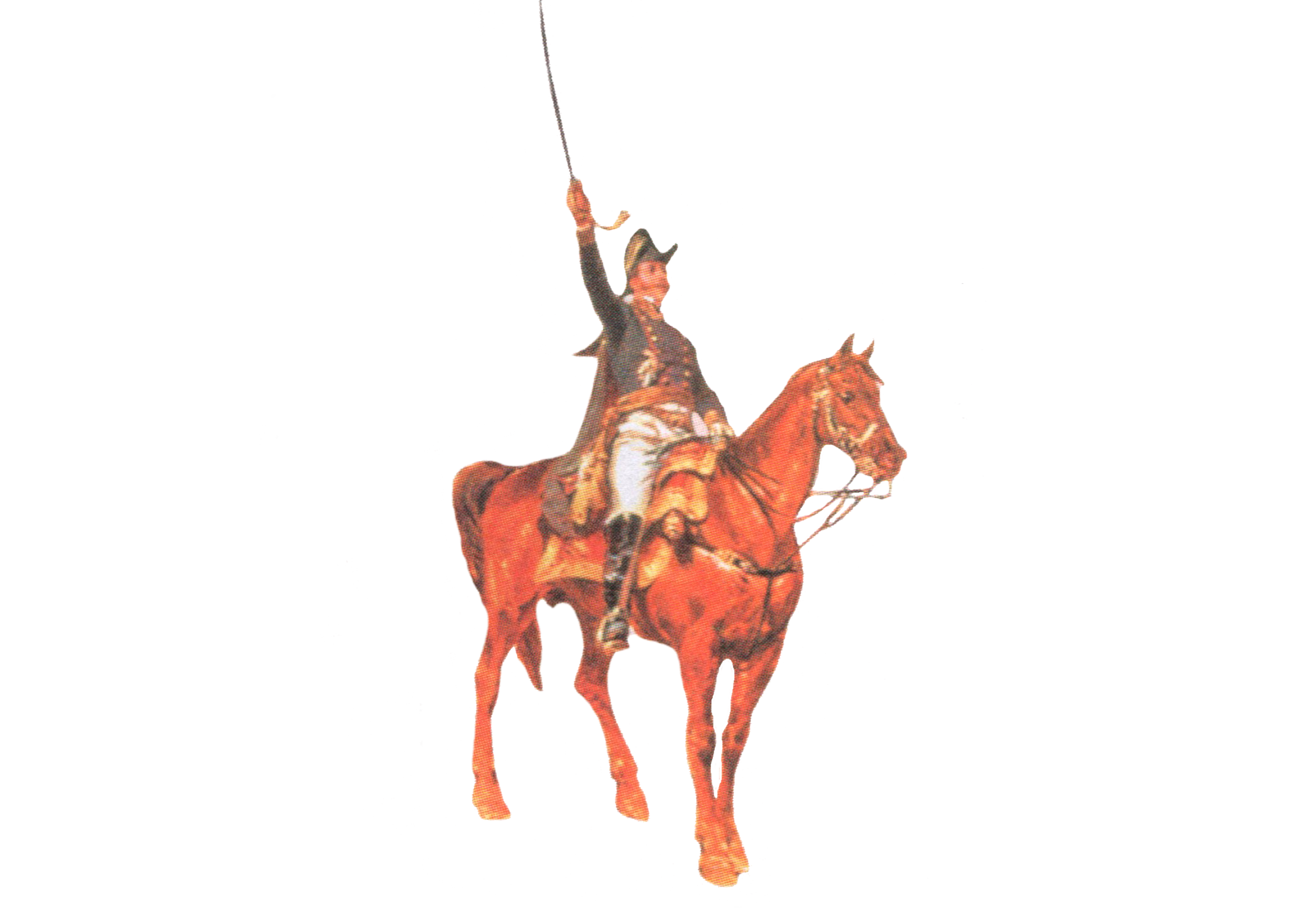
Particolare dell'opera Independência ou Morte (O Grito do Ipiranga), di Pedro Américo.

Il 7 settembre, mentre ritornava a Rio de Janeiro, Pedro ricevette la lettera di José Bonifácio e di Leopoldina. Il principe fu informato che le Cortes avevano annullato tutti gli atti del gabinetto di Bonifácio e revocato il resto di potere che ancora aveva. Pedro si volse ai suoi compagni, tra cui la sua guardia d'onore e disse: "Amici, le Cortes portoghesi vogliono schiavizzarci e perseguitarci. A partire da oggi i nostri rapporti sono interrotti. Niente ci vincola più" e continuò dopo aver strappato la fascia blu e bianca che simboleggiava il Portogallo: "Toglietevi le fasce, soldati. Viva l'indipendenza, la libertà e la secessione del Brasile." Estrasse la spada proclamando "Per il mio sangue, il mio onore, il mio Dio, giuro di dare al Brasile la libertà" e gridò: "Indipendenza o morte".
Questo evento è ricordato come il Grito do Ipiranga.

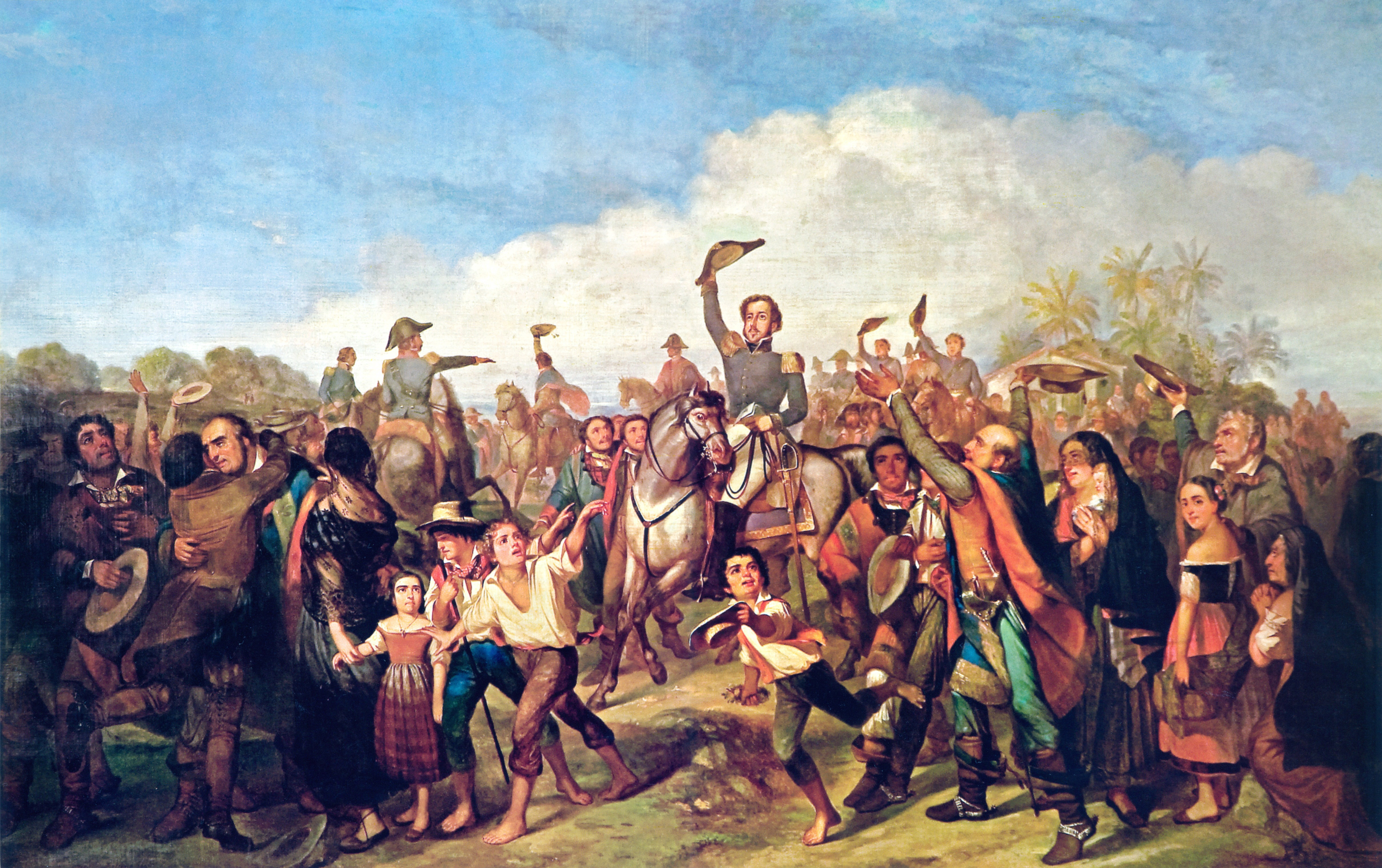
Il principe Pedro circondato da una folla a São Paolo dopo aver dato la notizia dell'indipendenza del Brasile il 7 settembre 1822.

All'arrivo nella città di São Paulo, la notte del 7 settembre 1822, Pedro e suoi compagni diffusero la notizia dell'indipendenza del Brasile dal dominio portoghese. Il principe fu accolto con grande festa popolare e fu acclamato "re del Brasile", ma anche "imperatore del Brasile". Ritornò a Rio de Janeiro il 14 settembre e nei giorni seguenti i liberali diffusero opuscoli (scritti da Joaquim Gonçalves Ledo), che caldeggiavano che il principe fosse acclamato imperatore costituzionale. Il 17 settembre il presidente della Câmara Municipal do Rio de Janeiro, José Clemente Pereira, inviò alle altre Camere del Paese la notizia che l'acclamazione sarebbe avvenuta nel giorno del compleanno di Pedro, il 12 ottobre. Il giorno dopo furono creati la nuova bandiera e il nuovo stemma del regno indipendente del Brasile.

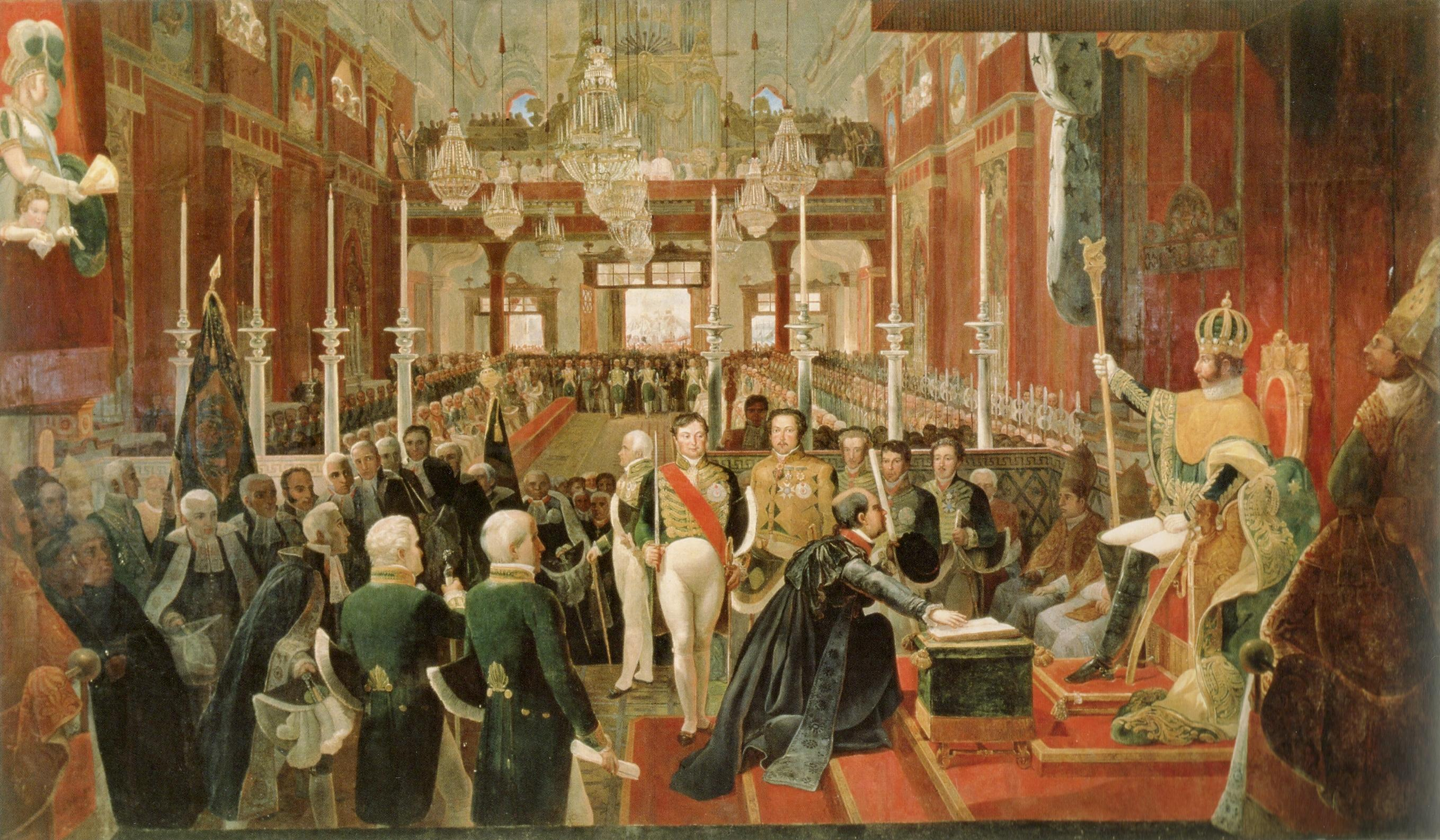
Incoronazione dell'imperatore Pedro I il 19 dicembre 1822.

La secessione ufficiale dal Portogallo avvenne solo il 22 settembre 1822, in una lettera scritta da Pedro a João VI. In essa, Pedro si definisce ancora "principe reggente" e si riferisce al padre come al re del Brasile indipendente. Il 12 ottobre 1822, nel Campo de Santana (in seguito noto come Campo da Aclamação) il principe Pedro fu acclamato Dom Pedro I, imperatore costituzionale e difensore perpetuo del Brasile. Era nello stesso momento l'inizio del regno di Pedro e dell'Impero del Brasile. Tuttavia l'imperatore, pur accettando il titolo, mise in chiaro che, se João VI fosse tornato in Brasile, gli avrebbe ceduto il trono.
La ragione del titolo imperiale era che il titolo di re avrebbe simbolicamente significato una continuazione della tradizione dinastica portoghese e forse del temuto assolutismo, mentre il titolo di imperatore derivava da acclamazione popolare, come nella Roma Antica. 
Il 1 dicembre 1822 (anniversario dell'acclamazione di D. João IV, il primo re del casato di Braganza) fu incoronato e consacrato Pedro I.

## Guerra

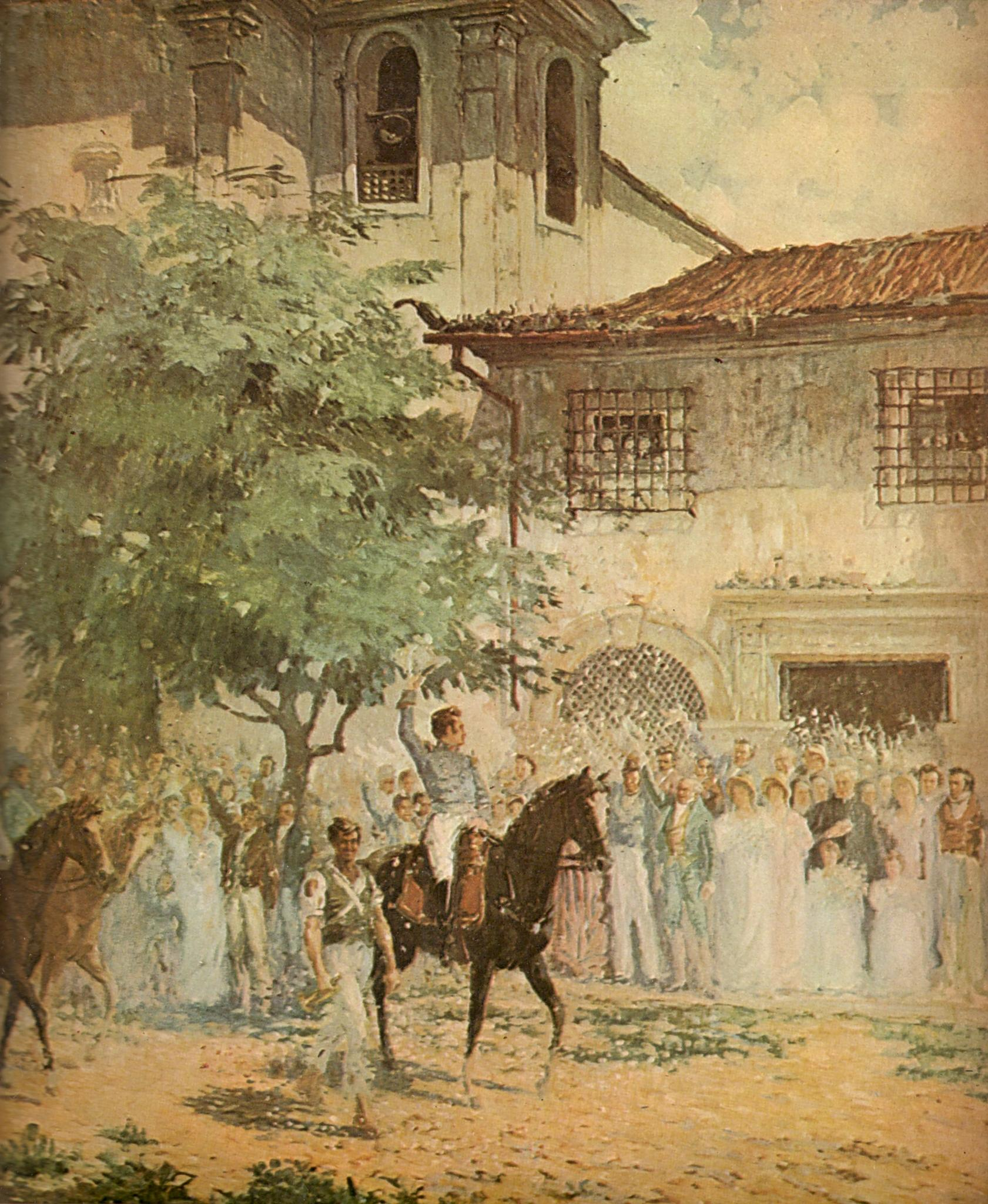
L'Exército Brasileiro entra a Salvador dopo la resa delle forze portoghesi nel 1823

Ma, a dispetto di queste belle parole, della nuova bandiera e dell'acclamazione di Pedro come imperatore costituzionale, l'autorità del nuovo regime si estendeva solo su Rio de Janeiro, São Paulo e le province adiacenti. Il resto del Brasile rimaneva saldamente sotto il controllo dei governi militari e delle guarnigioni portoghesi.
Sarebbe stata necessaria una guerra per sottomettere l'intero Brasile alla potestà di Pedro. La guerra iniziò con scaramucce tra milizie rivali nel 1822 e si protrasse fino al gennaio 1824, quando le ultime guarnigioni e unità navali portoghesi di arresero e lasciarono il Paese.
Nel frattempo, il governo imperiale dovette creare un esercito e una marina militare regolari. L'arruolamento forzoso divenne diffuso, estendendosi agli immigrati stranieri, e il Brasile fece pure ricorso agli schiavi nelle milizie, oltre ad affrancare schiavi per arruolarli in esercito e marina. Le campagne terrestri e navali coprirono i vasti territori di Bahia, Montevideo e Cisplatina, Grão-Pará, Maranhão, Pernambuco, Ceará e Piauí.
Nel 1822 le forze brasiliane avevano un saldo controllo su Rio de Janeiro e la zona centrale del Brasile. Milizie loro alleate tentarono insurrezioni nei territori suddetti, ma guarnigioni portoghesi forti e regolarmente rinforzate nelle città portuali di Salvador, Montevideo, São Luís e Belém continuavano a dominare le zone limitrofe e a costituire una minaccia di riconquista che le milizie irregolari e le forze di guerriglia brasiliane (che attuavano localmente un incerto assedio dalla terraferma con il supporto di neonate unità dell'esercito brasiliano) non sarebbero state in grado di scongiurare.
Per i brasiliani, la soluzione di questo stallo era assumere il controllo sul mare. Erano cadute in mano ai brasiliani undici navi da guerra, grandi e piccole, già appartenute ai portoghesi, ed esse formavano la base di una nuova marina militare. Il problema era il personale: gli equipaggi di queste navi erano in gran parte portoghesi che si erano ammutinati e sebbene molti ufficiali di marina portoghesi si fossero dichiarati per il Brasile, la loro fedeltà lasciava adito a dubbi. Il governo brasiliano trovò un rimedio reclutando segretamente 50 ufficiali e 500 marinai (in gran parte veterani delle guerre napoleoniche) a Londra e Liverpool e nominando Thomas Cochrane comandante supremo. Il 1º aprile 1823 una squadra brasiliana di sei navi salpò per Bahia. Dopo un deludente scontro iniziale con una superiore flotta portoghese, Cochrane attuò un blocco navale su Salvador. Private ora di rifornimenti e rinforzi dal mare e assediate dall'esercito brasiliano sulla terra, il 2 luglio le forze portoghesi abbandonarono Bahia in un convoglio di 90 navi. Lasciando alla fregata "Niteroi", agli ordini del capitano John Taylor, il compito di incalzarle fino alle coste dell'Europa, Cochrane fece poi vela a nord verso São Luís (Maranhão). A quel punto indusse con l'astuzia la guarnigione portoghese ad evacuare il Maranhão, fingendo che stessero per arrivare un'enorme flotta e un esercito brasiliani. Poi spedì il capitano John Pascoe Grenfell a usare lo stesso stratagemma con i portoghesi a Belém do Pará, alla foce del Rio delle Amazzoni. Nel novembre 1823 tutto il nord del Brasile era sotto il controllo brasiliano e il mese seguente i demoralizzati portoghesi lasciarono Montevideo e la Provincia Cisplatina. Nel 1824 il Brasile fu libero da tutte le truppe nemiche e de facto indipendente.
Ancor oggi mancano statistiche affidabili sulle cifre della guerra, ad esempio per quanto riguarda il totale dei caduti. Ad ogni modo, in base ad annotazioni storiche e a resoconti contemporanei di alcune battaglie di questa guerra, con comparazioni alle cifre dichiarate in scontri simili avvenuti nel periodo in vari posti del mondo, e considerata la durata della guerra d'indipendenza brasiliana (22 mesi), la stima di tutti gli uccisi in combattimento (di entrambi gli schieramenti) potrebbe attestarsi tra i 5 700 e i 6 200 uomini.

### Riconoscimento diplomatico
Dopo la conclusione del processo militare nel 1823, rimase la trattativa diplomatica per il riconoscimento dell'indipendenza dalle monarchie europee. Il Brasile negoziò con la Gran Bretagna e accettò di pagare 2 milioni di sterline al Portogallo nell'accordo conosciuto come Trattato di Rio de Janeiro (1825) o Tratado de Amizade e Aliança firmado entre Brasil e Portugal.
Gli Stati Uniti furono i primi a riconoscere l'indipendenza brasiliana nel 1824. Questa posizione scaturisce dalla "Dottrina Monroe", lanciata nel 1823, contro interventismo e colonizzazione da parte delle potenze europee nel continente americano, privilegiando le loro azioni nei confronti del resto del continente.
Il secondo a riconoscere il Brasile fu il Messico. Gli altri Stati americani di recente indipendenza (repubblicani) erano riluttanti verso il regime monarchico adottato ed anche verso la tendenza di Pedro I all'assolutismo. Le caratteristiche politiche del neonato Brasile lo rendevano sospetto di essere un mezzo di ricolonizzazione degli Stati americani da parte degli imperi coloniali europei. Questo perché, nel continente europeo, la Santa Alleanza difendeva la monarchia assolutista e il colonialismo e inoltre si opponeva alla Gran Bretagna.
Interessata ai privilegi commerciali e politici in America, ma senza sacrificare la sua alleanza con il Portogallo, la Gran Bretagna mediò nei negoziati di Pedro I con l'ex madrepatria Portogallo. Nel 1825, il negoziato mediato diede luogo al riconoscimento portoghese e britannico, al pagamento da parte del Brasile di una somma al Portogallo a titolo di "indennità" e a benefici commerciali dal Brasile alla Gran Bretagna.

### Crisi economica
Il processo d'indipendenza fu accompagnato da stagnazione economica, segnatamente nelle esportazioni.
Oltre a questo, a differenza dell'America spagnola, in cui l'indipendenza si raggiunse attraverso conflitti militari, la sovranità brasiliana fu l'effetto di una complessa concatenazione di trattative, con la partecipazione di Portogallo e Inghilterra. Pedro I aveva bisogno di ottenere il riconoscimento da parte di Inghilterra e altri Paesi, tra cui il Portogallo. A tal fine, il Brasile ottenne, a partire dal 1824, diversi prestiti da Londra, ciascuno del valore di milioni di sterline. Questa crisi si sarebbe risolta soltanto con l'aumento del prezzo del caffè.

## Rappresentazioni culturali

### Simboli commemorativi
Il processo dell'indipendenza suscitò rappresentazioni commemorative con una festa nazionale e un inno (Hino da Independência do Brasil), ed ancora una campana ed un monumento, che si trovano a São Paulo. 
Independência ou Morte!
— Pedro, reggente (e futuro imperatore) del Brasile, 7 settembre 1822.
La data scelta ufficialmente per commemorare l'indipendenza del Brasile è il 7 settembre 1822, il giorno in cui, sulle rive del torrente Ipiranga, a São Paulo, il principe reggente, D. Pedro, nel ricevere la corrispondenza dalle cortes, avrebbe pronunciato il cosiddetto Grido d'indipendenza (Grito da Independência), di fronte alla sua scorta: Indipendenza o morte!

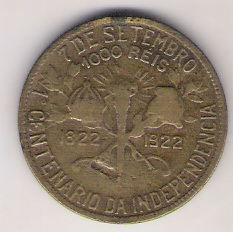
Moneta da 1000 réis del 1922, commemorativa dell'indipendenza.

In termini storiografici, altre date, benché meno note, sono quella dell'acclamazione dell'imperatore (12 ottobre 1822) e del riconoscimento del Brasile da parte di Portogallo e Gran Bretagna (29 agosto 1825). All'epoca, nel 1822, la data assunta come punto di riferimento dell'indipendenza era il 12 ottobre, compleanno di Pedro I e la data della sua acclamazione come imperatore, come ricorda la storica Maria de Lourdes Viana Lyra, membro dell'Instituto Histórico e Geográfico Brasileiro, in un'opera pubblicata nel 1995. Le conclusioni di questo studio indicano che il grito fu una costruzione a posteriori e che si è consolidata nel dipinto commissionato a Pedro Américo, prodotto dalla fantasia artistica del pittore, che fra altre imprecisioni ritrae D. Pedro circondato dalla Guarda Imperial (che oggi chiamiamo Dragões da Independência), ancor prima di essere proclamato imperatore.
Il Monumento all'Indipendenza del Brasile, detto anche Monumento di Ipiranga o Altare della Patria, è un complesso scultore in granito e bronzo nei pressi del Parque da Independência. Si trova nella città di São Paulo, nei pressi del torrente Ipiranga.

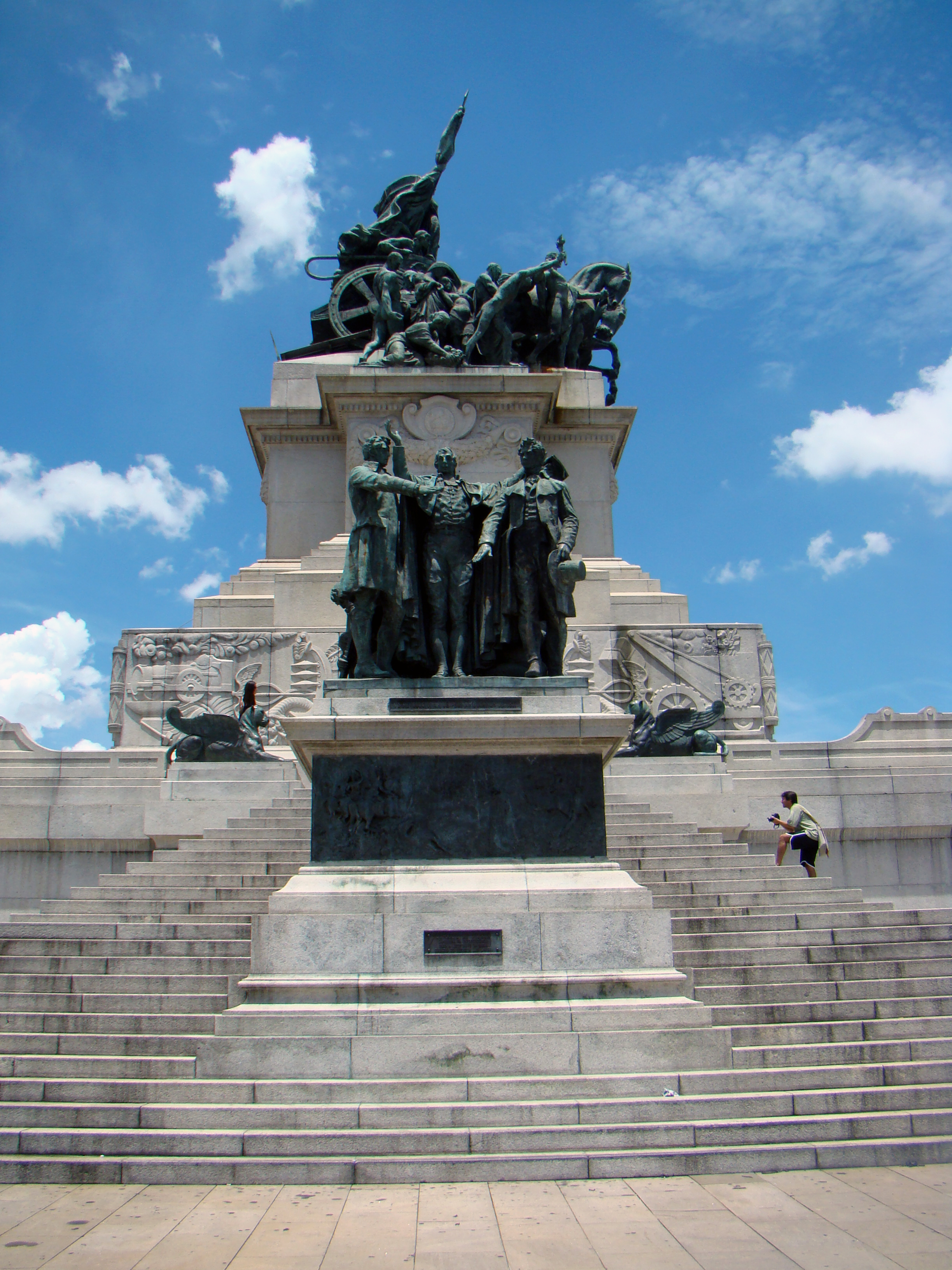
Vista laterale destra: gruppo scultoreo che rappresenta Os Revolucionários Pernambucanos de 1817
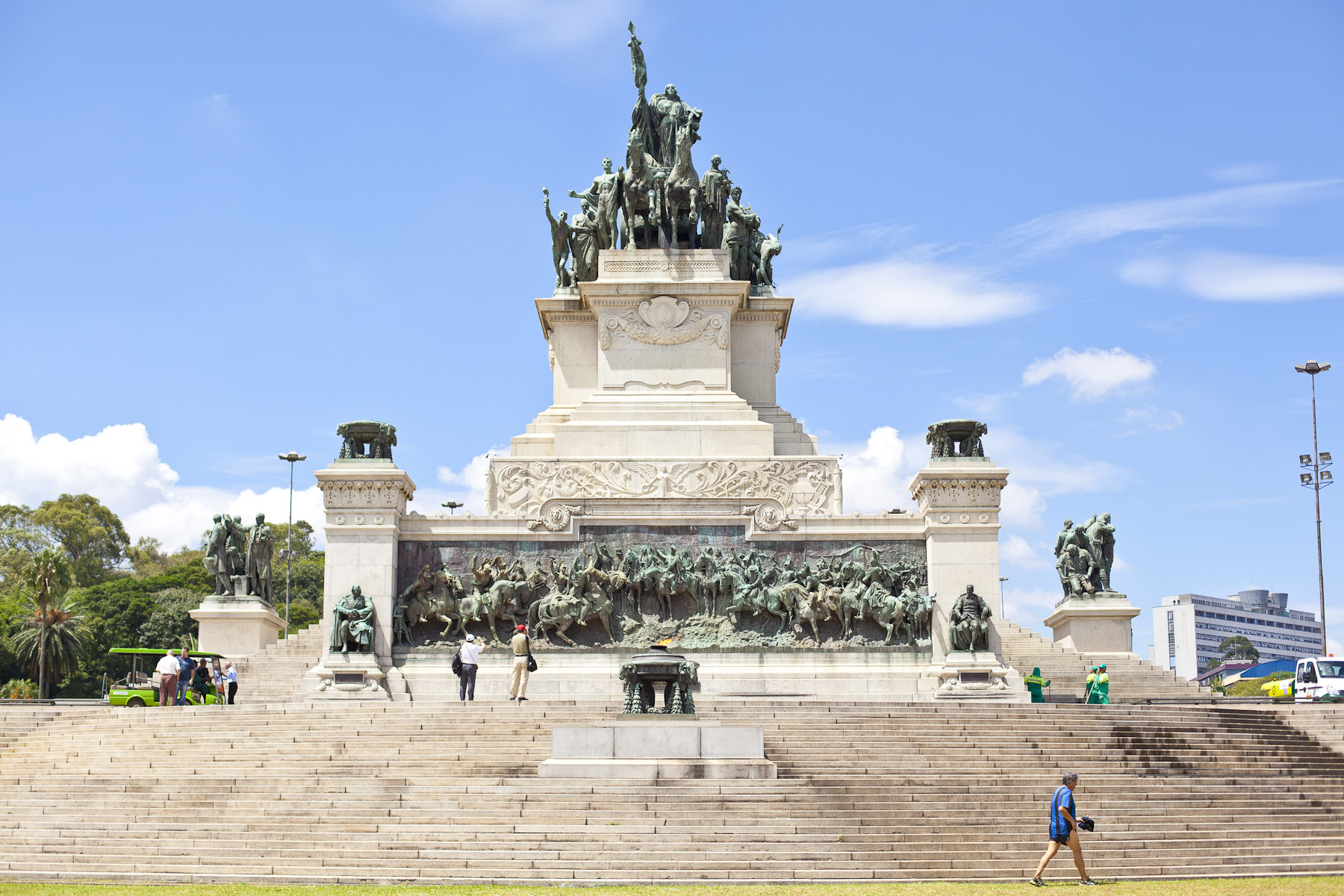
Vista frontale: pannello in altorilievo intitolato "Independência ou Morte"; e in cime, il gruppo scultoreo Marcha Triunfal da Nação Brasileira
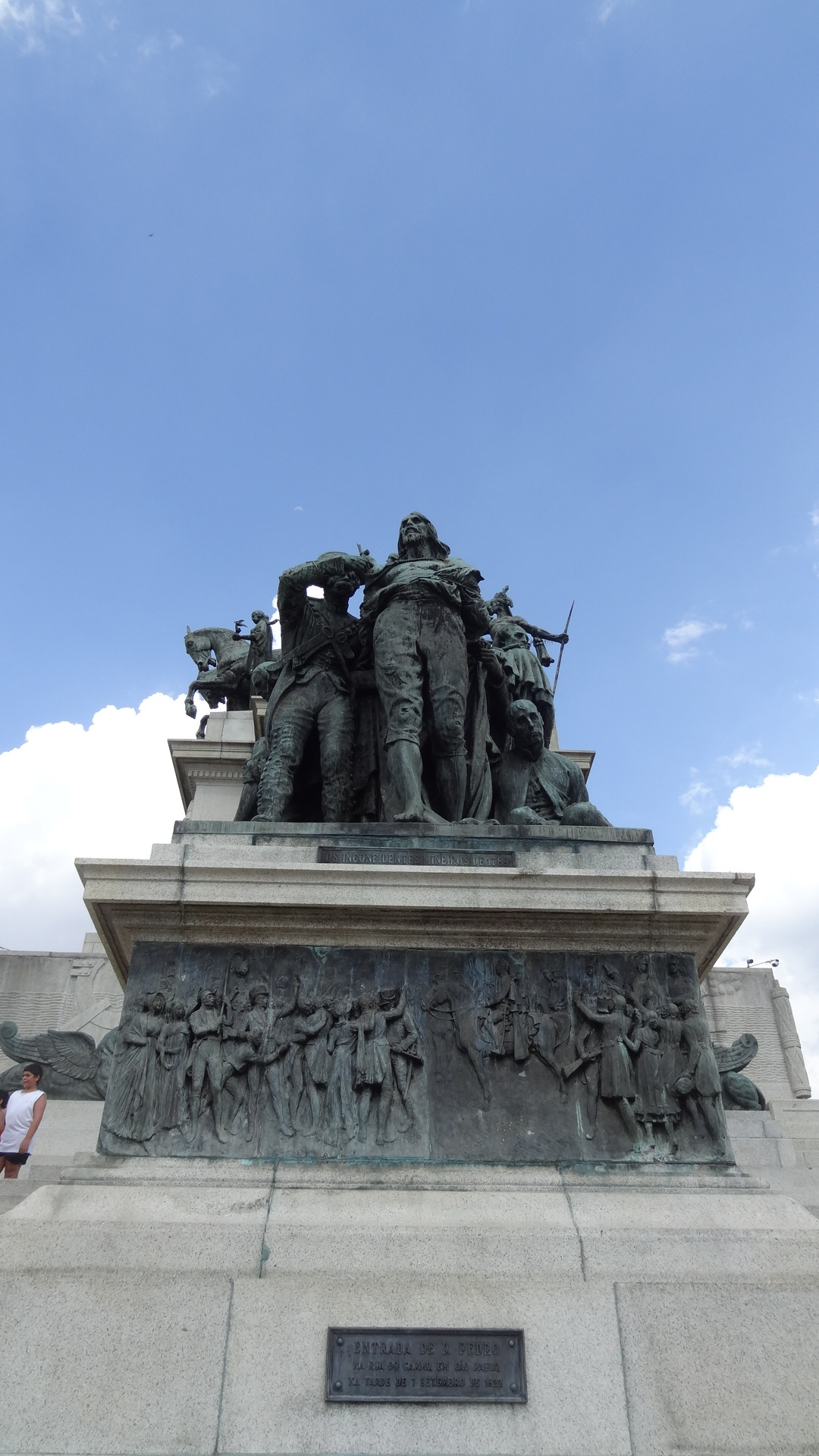
Vista laterale sinistra: gruppo scultoreo che rappresenta Os Inconfidentes Mineiros de 1789

### Pittura
Il dipinto Independência ou Morte, di Pedro Américo, appare costantemente nei libri di testo in Brasile, ed è quindi diventato un'"immagine canonica" nell'insegnamento della storia del Brasile. Nei libri, il quadro serve per illustrare l'atto fondativo della nazione brasiliana, mostrando che il passaggio alla condizione d'indipendenza sia stato il risultato di un grido. Questa interpretazione ricorrente, rappresenta il grido di Ipiranga come direzione, in un atto personalizzato e incentrato sul monarca.
L'opera di Pedro Américo è diventata la rappresentanza ufficiale dell'indipendenza, a volte il riferimento da decostruire, per la rappresentazione dell'Indipendenza del Brasile. Tale importanza ha influenzato altre produzioni, tra cui spicca la facciata del Monumento all'Indipendenza del Brasile, che emula l'opera di Américo. Ma anche, creando una versione alternativa all'eroismo e al trionfalismo di Dom Pedro, ritratto da Américo, ha segnato, ad esempio, la produzione di opere di spicco nelle mostre per la celebrazione del Centenario dell'Indipendenza del Brasile, come la Sessão do Conselho de Estado, di Georgina de Albuquerque, e l'Hino da Independência, de Augusto Bracet. Nel quadro di Albuquerque, il protagonismo della dichiarazione di indipendenza è assunto da Maria Leopoldina, in una scena in cui appare deliberare con il Consiglio dei Procuratori Generali delle Province del Brasile l'orientamento di Dom Pedro per porre fine alla colonizzazione del Brasile da parte del Portogallo. Nel dipinto di Bracet, Dom Pedro appare come il protagonista della separazione con il Portogallo, ma in un ambiente domestico e in un atteggiamento gioviale, mentre si compone l'Inno dell'Indipendenza.

Independência ou Morte (1888), di Pedro Américo.
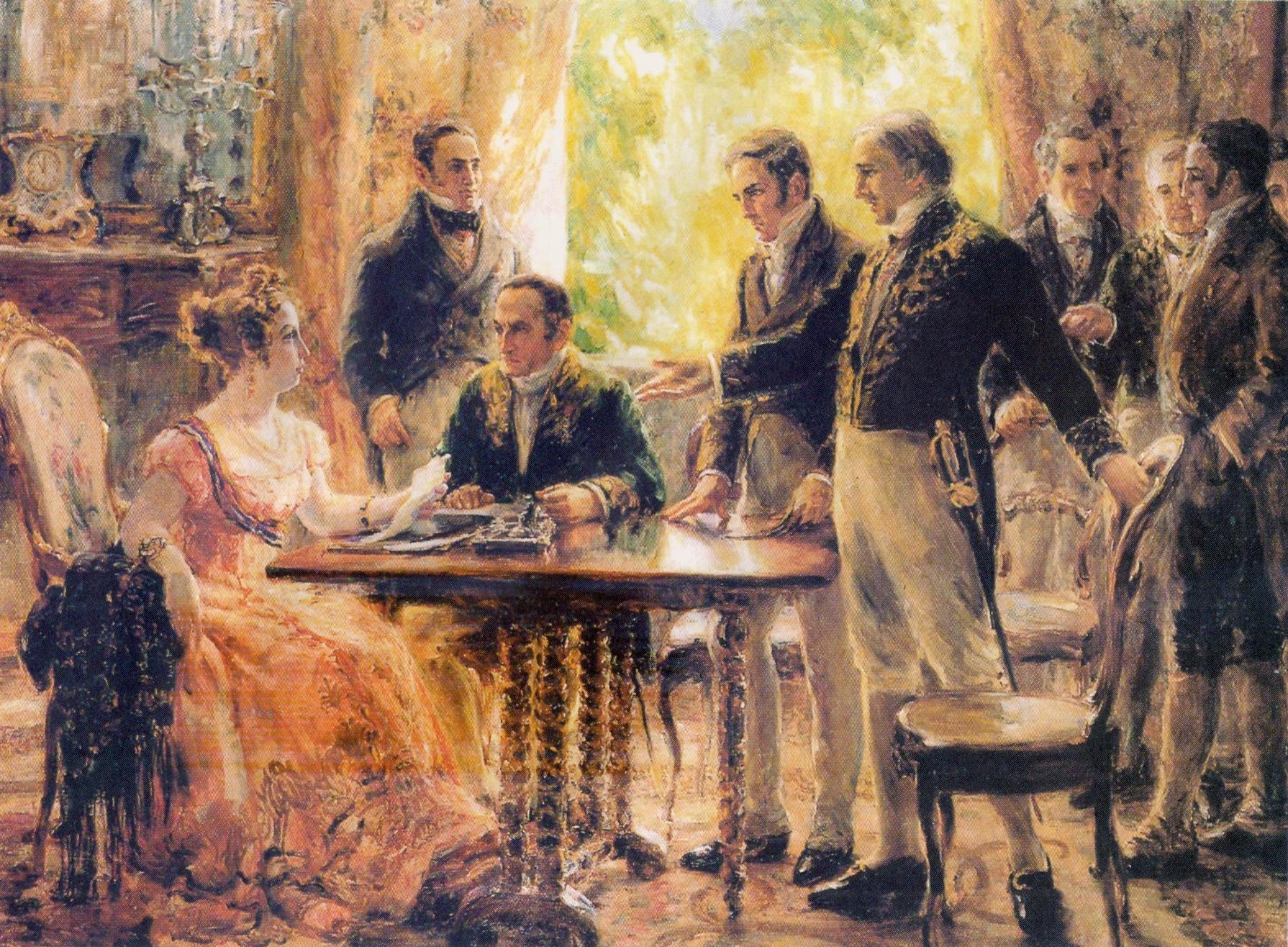
Sessão do Conselho de Estado (1922), di Georgina de Albuquerque.
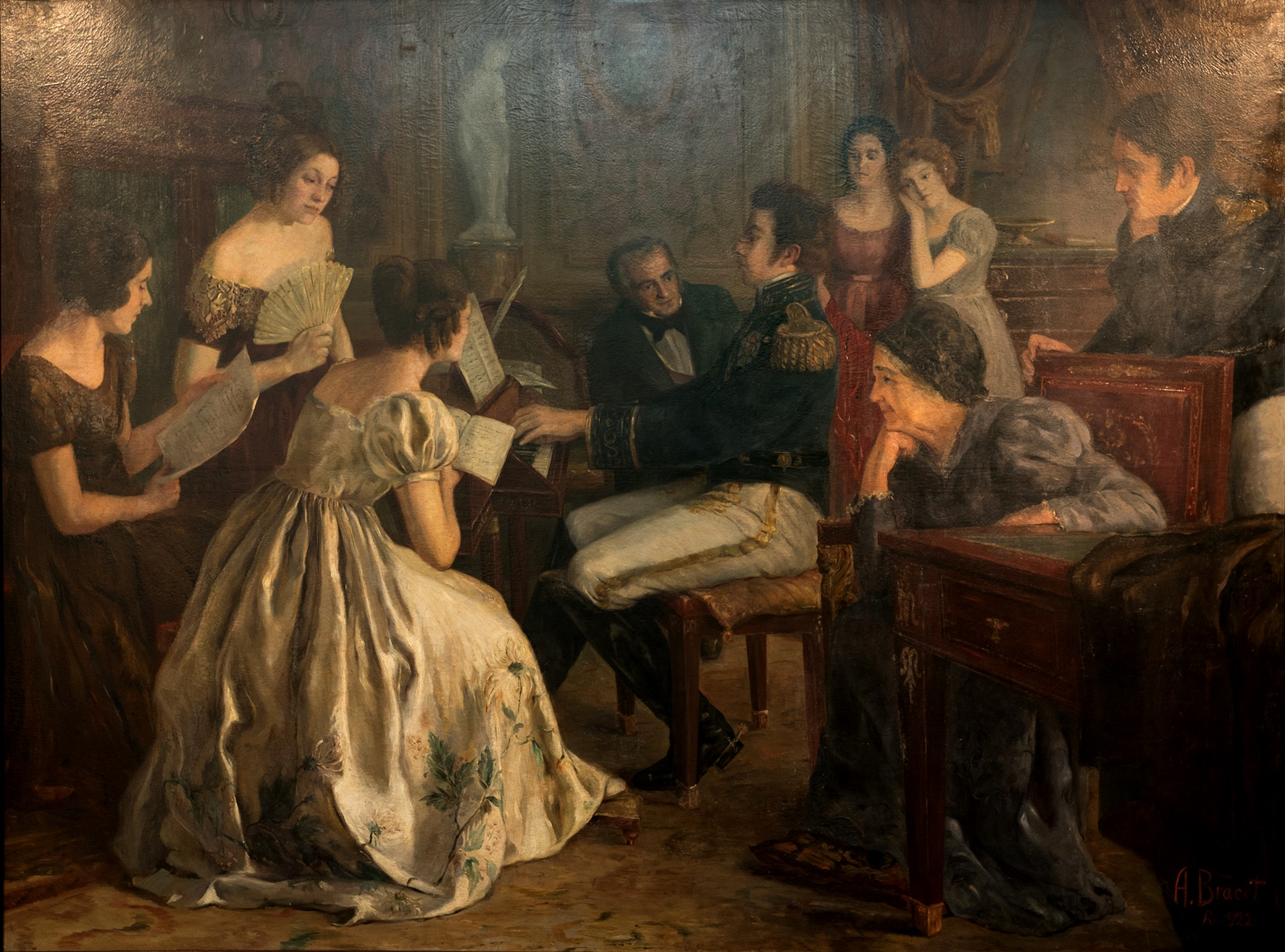
Primeiros Sons do Hino da Independência (1922), di Augusto Bracet.

### Cinema
- Independência ou Morte, filme del 1972 diretto da Carlos Coimbra, comemorativo dei 150 anni dell'indipendenza del Brasile. Presenta una visione mitica dell'Indipendenza, alimentando un eroico ideale nazionalista.
- Carlota Joaquina, Princesa do Brasil, film del 1995, diretto da Carla Camurati. Presenta una visione burlesca dell'arrivo e della presenza della famiglia reale e della corte portoghese in Brasile.